# Jinglian Wu
Wu Jinglian (en chino: 吴敬琏; pinyin: Wú Jìnglián; 24 de enero de 1930) es un preeminente economista de la República Popular de China (PRC), especializado principalmente en la política económica que se aplica en el curso de la actual reforma económica china. 

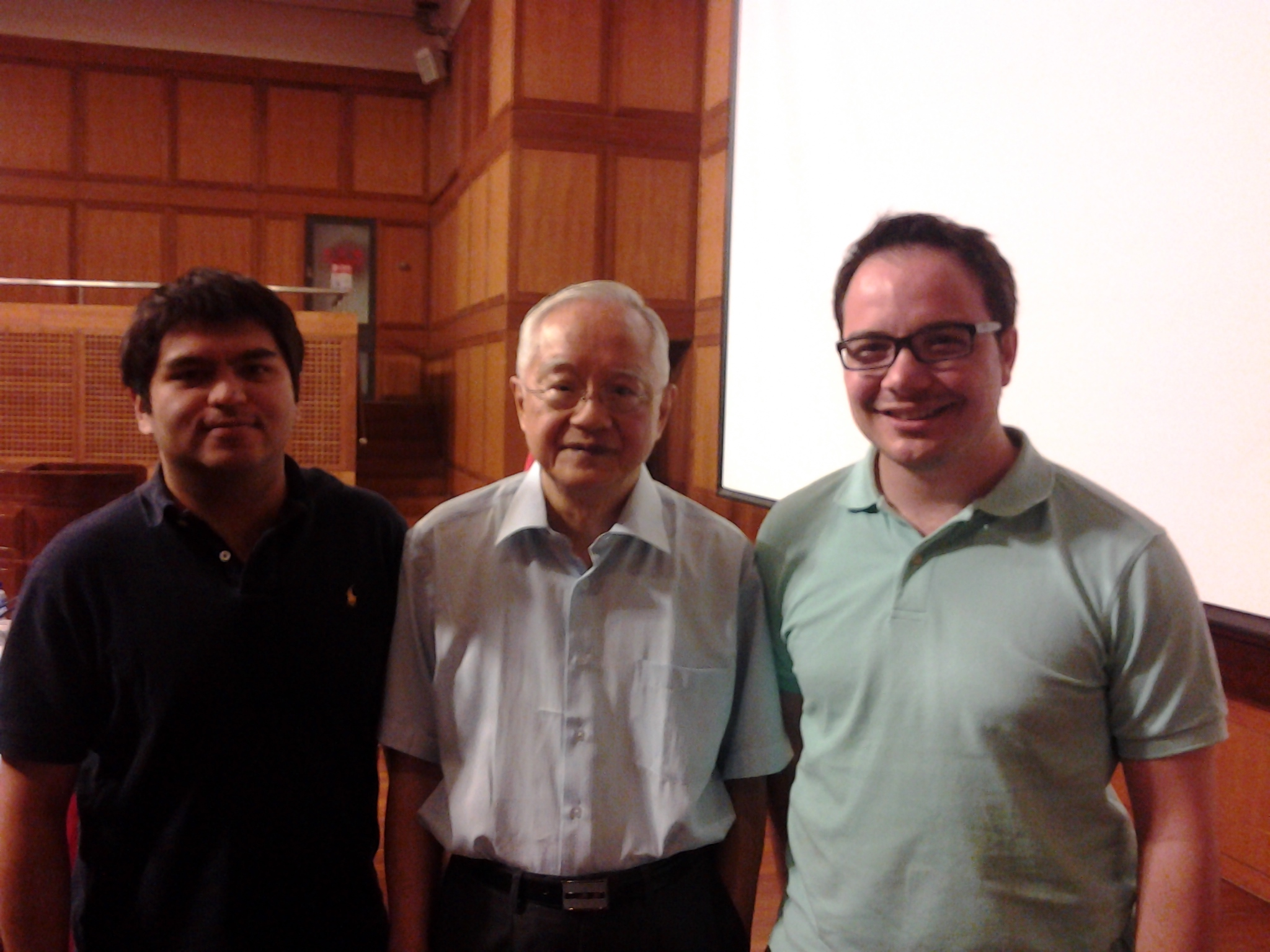
El profesor Wu Jinglian a sus 81 años después de impartir una clase

Bien conocido por su firme convicción de que el socialismo es compatible con un sistema de mercado, en los medios le llaman cariñosamente «Wu Shichang» (en chino: 吴市场 , «Mercado Wu»).
Wu ocupa actualmente (desde 2006) diversos puestos, los más importante de los cuales son: profesor de Economía tanto en la China Europe International Business School (CEIBS) como en la Academia China de Ciencias Sociales (CAAS), Investigador Sénior del Centro de Investigación para el Desarrollo del Consejo de Estado de la República Popular de China , y miembro del Comité Permanente de la Conferencia Consultiva de Política Popular de China.
Se graduó en la Universidad de Fudan, con un título en economía en 1954. En su prolongada carrera, además de sus cátedras en las universidades chinas, ha sido investigador visitante y profesor en varias universidades internacionales, incluyendo la Universidad de Yale, MIT, Duke, Stanford y Oxford.
Destacado objetivo de la persecución política durante la Revolución Cultural, Wu fue criticado por defender la doctrina del «derecho burgués», de más fácil comprensión como el principio de «compensación de acuerdo con el trabajo».
Se vio forzado a hacer denuncias públicas de su venerado maestro Sun Yefang, sobre lo que más tarde expresó su profundo pesar. Ha honrado la memoria de Gu Zhun, otra víctima de la persecución política cuyo inquebrantable carácter y pioneros intentos de reorientar la economía marxista en la dirección del mercado fueron fuente de iluminación para Wu.
Después de haber demandado la apertura de China y de celebrar su entrada a la OMC, Wu estuvo angustiado por los efectos colaterales del rápido crecimiento: la corrupción, la poco equitativa distribución, y el capitalismo clientelista. En los diez últimos años se ha unido a Qin Hui, He Qinglian y otros intelectuales públicos, para priorizar la justicia social entre los asuntos de la agenda política. También es autor de varios libros sobre la reforma económica de China.
En 2008, los medios de comunicación de propiedad estatal de China empezaron a insinuar sobre Wu como espía de los EE. UU. El periódico estatal Diario del Pueblo fue autorizado a llamarlo así, hecho indicativo de que sus ideas económicas y políticas molestan al liderazgo actual. En el mes de septiembre de ese mismo año, y en el mismo diario, el profesor Wu desmentía los rumores sobre espionaje vertidos sobre él, tal como puede leerse en la versión en línea en español, donde además se reconoce su valentía a la hora de expresar con franqueza sus críticas a la política económica. 
Wu indicó que desde 2004 «los maoístas del viejo estilo» han ido ganando influencia en el Gobierno. Estos grupos, dijo, están presionando para un retorno a la planificación central y achacan la corrupción y la desigualdad social a las reformas de mercado que él tanto defendió.
También señaló Wu que los burócratas corruptos presionan para que el Estado tome mayor papel en lo económico, de modo que ellos puedan sacar provecho de sus posiciones mediante recompensas y sobornos, así como orientando los negocios a los aliados.
Debido a estas tendencias, Wu no es optimista sobre el futuro de China, porque «[los maoístas] el maoísmo quiere volver a la planificación central y los compinches quieren enriquecerse». Resulta llamativa las claridad expresiva del joven profesor Wu que, a sus 81 años, en lo que pudiéramos calificar como disidencia culta, constructiva y pacífica, hace un llamamiento a las nuevas (y crecientes) clases medias de China para que ejerciten la ética solidaria, advirtiéndoles que «un individuo no puede aspirar a una vida mejor en un sistema social imperfecto».

## Libros
- Fifteen Critical Issues of the Reform of SOEs, 1999
- Reform: Now at a Critical Point, 2001
- Understanding and Interpreting Chinese Economic Reform, Texere, 2005 (ISBN 1-58799-197-7)